# Campanha em Defesa da Escola Pública
A Campanha em Defesa da Escola Pública desencadeou-se durante a I Convenção Estadual em defesa da Escola Pública na cidade de São Paulo, em 5 de maio de 1960. Essa Campanha levou Florestan Fernandes a se manifestar por inúmeras vezes sobre os ideais para promover o desenvolvimento educacional brasileiro.
Na época, “Florestan fez um balanço da educação brasileira ainda bastante atual. Ele destacava diversos momentos anteriores à Campanha de 1960, como o papel desempenhado pelo “Manifesto dos Pioneiros da Educação Nova”, de 1932, que defendia a “necessidade de dar ao sistema nacional de educação um caráter orgânico e integrado, de modo a submeter as tendências à diferenciação e à descentralização do ensino a um conjunto de objetivos comuns e a um mínimo de princípios diretores fundamentais”. Ele afirmava que essa ideia foi incorporada na Constituição de 1934, que mencionava pela primeira vez a construção de um “plano nacional de educação”.
Assim, a Campanha em Defesa da Escola Pública de 1960, que estava relacionada principalmente com a educação básica, “surgiu como produto espontâneo das repulsas provocadas, em diferentes círculos sociais, pelo teor do projeto de lei sobre Diretrizes e Bases da Educação Nacional, aprovado em janeiro de 1960 pela Câmara dos Deputados”. O projeto de lei aprovado era um substitutivo elaborado pelo deputado Carlos Lacerda, identificado por Florestan como “o inimigo público número 1” do ensino oficial. A iniciativa de Lacerda coroava a “imensa conspiração retrógrada contra o ensino público, nascida do estranho conluio dos proprietários de escolas privadas leigas e os mentores das escolas mantidas por iniciativa do Clero Católico”.